# Wszystko dla pań (serial telewizyjny)
Wszystko dla pań (wł. Il paradiso delle signore) – włoski serial telewizyjny produkowany od 2015 roku przez stację telewizyjną Rai 1, będący luźną adaptacją książki Émile Zola Wszystko dla pań.
W Polsce serial zadebiutował w 26 lutego 2018 roku na kanale TVP1, gdzie do 11 maja 2018 r. zostały wyemitowane 2 sezony. Między 3 września 2019 roku a 15 maja 2020 serial był emitowany od 3 serii przez stację Romance TV. Od 6 września 2021 emisja serialu odbywa się od początku na kanale TVP Kobieta, który obecnie emituje trzecią serię.
W 2021 roku stacja telewizyjna produkująca serial przedłużyła emisję serialu do 7 sezonu włącznie, który będzie emitowany na przełomie 2022/2023 roku.

## Fabuła
Biedna dziewczyna z południa Włoch przyjeżdża do Mediolanu, aby uciec przed niewiernym narzeczonym i znajduje pracę jako sprzedawca w domu towarowym. Wkrótce zostaje zauważona przez szefa.

## Obsada
- Giuseppe Zeno: Pietro Mori (seria 1-2)
- Giusy Buscemi: Teresa Iorio (seria 1-2)
- Alessandro Tersigni: Vittorio Conti
- Alice Torriani: Andreina Mandelli (seria 1-3)
- Christiane Filangieri: Clara Mantovani
- Lorena Cacciatore: Lucia Gritti (seria 1-2)
- Giulia Vecchio: Anna Imbriani (seria 1-2)
- Silvia Mazzieri: Silvana Maffeis (seria 1-2)
- Sara Cardinaletti: Letizia Toscano (seria 2)
- Corrado Tedeschi: Carlo Mandelli (seria 2)
- Helene Nardini: Marina Mandelli (seria 2)
- Andrea Pennacchi: Ezio Galli
- Riccardo Leonelli: Federico Cazzaniga
- Alessandro Averone: Bruno Jacobi
- Filippo Scarafia: Roberto Landi
- Claudia Vismara: Elsa Tadini
- Marco Bonini: Corrado Colombo
- Cristiano Caccamo: Quinto Reggiani
- Margherita Laterza: Monica Giuliani
- Valeria Fabrizi: hrabina
- Antonio Milo: Giuseppe Iorio
- Alessia Giuliani: Francesca Iorio
- Fabrizio Ferracane: Vincenzo Iorio
- Andrea Arcangeli: Mario Iorio
- Giorgio Capitani: Razzi
- Francesca Valtorta: Valeria Craveri
- Paolo Bovani: Massimo
- Guenda Goria: Violetta
- Roberto Farnesi: Umberto Guarnieri
- Vanessa Gravina: Adelaide di Sant'Erasmo
- Gloria Radulescu: Marta Guarnieri (seria 3-4)
- Enrico Oetiker: Riccardo Guarnieri
- Francesco Maccarinelli: Luca Spinelli/Daniele Fonseca
- Giorgio Lupano: Luciano Cattaneo
- Marta Richeldi: Silvia Cattaneo
- Federica Girardello: Nicoletta Cattaneo
- Alessandro Fella: Federico Cattaneo
- Enrica Pintore: Clelia Calligaris/Clelia Bacchini
- Antonella Attili: Agnese Amato
- Giulio Maria Corso: Antonio Amato
- Neva Leoni: Concetta “Tina” Amato
- Emanuel Caserio: Salvatore “Salvo” Amato
- Giulia Petrungaro: Elena Montemurro
- Federica De Benedittis: Roberta Pellegrino
- Ilaria Rossi: Gabriella Rossi
- Francesca Del Fa: Irene Cipriani
- Giulia Arena: Ludovica Brancia Di Montalto
- Sara Ricci: Anita Marini
- Desirée Noferini: Lisa Conterno/Ada Manetti
- Luca Capuano: Sandro Recalcati
- Michele Cesari: Cesare Diamante
- Jgor Barbazza: Oscar Bacchini
- Gaia Messerklinger: Nora Vitali, in arte Lydia Stanton
- Gianluca Ferrato: Bernardo

## Spis serii
| Seria | Odcinki        | Premierowa emisja    | Premierowa emisja   | Premierowa emisja | Premierowa emisja | Premierowa emisja |
| Seria | Odcinki        | Premiera             | Finał               | Premiera          | Finał             | Dystrybucja       |
| ----- | -------------- | -------------------- | ------------------- | ----------------- | ----------------- | ----------------- |
| 1     | 1–20 (20)      | 8 grudnia 2015       | 26 stycznia 2016    | 26 lutego 2018    | 30 marca 2018     | TVP1              |
| 2     | 21–40 (20)     | 11 września 2017     | 7 listopada 2017    | 3 kwietnia 2018   | 11 maja 2018      | TVP1              |
| 3     | 41–220 (180)   | 10 września 2018     | 17 maja 2019        | 3 września 2019   | 15 maja 2020      | Romance TV        |
| 4     | 221–355 (135)  | 14 października 2019 | 27 kwietnia 2020    | –                 | –                 | –                 |
| 4     | 356–380 (25)   | 7 września 2020      | 9 października 2020 | –                 | –                 | –                 |
| 5     | 381–540 (160)  | 12 października 2020 | 28 maja 2021        | –                 | –                 | –                 |
| 6     | 541–700 (160)  | 13 września 2021     | 29 kwietnia 2022    | –                 | –                 | –                 |
| 7     | 701–860 (160)  | 12 września 2022     | 5 maja 2023         | –                 | –                 | –                 |
| 8     | 861–1020 (160) | 11 września 2023     | 3 maja 2024         | –                 | –                 | –                 |
| 9     | od 1021        | 9 września 2024      | 2025                | –                 | –                 | –                 |